# Kongeegen
Kongeegen (Královský dub) je exemplář dubu letního rostoucí v Dánsku. Nachází se nedaleko města Jægerspris na ostrově Sjælland. Jeho stáří se odhaduje na 1500 až 2000 let a je pokládán za nejstarší dub v severní Evropě. Strom je pojmenován podle krále Frederika VII. Známý je obraz stromu, který v roce 1839 vytvořil Louis Gurlitt.
Strom je vysoký 17 metrů. V roce 1965 byl uveden obvod kmene jako 14 metrů, v roce 1973 se odlomila jedna z hlavních větví a obvod se zmenšil na necelých 11 metrů.. Kmen je dutý.
Kongeegen unikl pokácení proto, že roste na obtížně přístupném podmáčeném místě. Odhaduje se, že původně rostl osamoceně, až později vznikl okolo něj les. V blízkosti se nacházely také již uhynulé duby Snoegen a Storkeegen.